# أنجيلو بيرجامونتي
أنجيلو بيرجامونتي (بالإيطالية: Angelo Bergamonti)‏ كان متسابق دراجات نارية إيطالي. نافس في سباقات بطولة العالم لفئة 500 سي سي ولفئة 350 سي سي ولفئة 250 سي سي ولفئة 125 سي سي ولفئة 50 سي سي. توفي إثر حادث تعرض له أثناء السباق.

## روابط خارجية
- أنجيلو بيرجامونتي على موقع MotoGP.com (الإنجليزية)